# Matijus Remeikis
Matijus Remeikis (Alytus, 28 marzo 2003) è un calciatore lituano, centrocampista del Botev Plovdiv e della nazionale lituana.

## Carriera

### Nazionale
Ha esordito con la nazionale lituana il 10 settembre 2023, nella partita di qualificazione all'Europeo 2024 persa per 1-3 contro la Serbia.

## Statistiche

### Cronologia presenze e reti in nazionale
| Cronologia completa delle presenze e delle reti in nazionale ― Lituania | Cronologia completa delle presenze e delle reti in nazionale ― Lituania | Cronologia completa delle presenze e delle reti in nazionale ― Lituania | Cronologia completa delle presenze e delle reti in nazionale ― Lituania | Cronologia completa delle presenze e delle reti in nazionale ― Lituania | Cronologia completa delle presenze e delle reti in nazionale ― Lituania | Cronologia completa delle presenze e delle reti in nazionale ― Lituania | Cronologia completa delle presenze e delle reti in nazionale ― Lituania |
| Data                                                                    | Città                                                                   | In casa                                                                 | Risultato                                                               | Ospiti                                                                  | Competizione                                                            | Reti                                                                    | Note                                                                    |
| ----------------------------------------------------------------------- | ----------------------------------------------------------------------- | ----------------------------------------------------------------------- | ----------------------------------------------------------------------- | ----------------------------------------------------------------------- | ----------------------------------------------------------------------- | ----------------------------------------------------------------------- | ----------------------------------------------------------------------- |
| 10-9-2023                                                               | Kaunas                                                                  | Lituania                                                                | 1 – 3                                                                   | Serbia                                                                  | Qual. Euro 2024                                                         | -                                                                       | 46’                                                                     |
| 14-10-2023                                                              | Sofia                                                                   | Bulgaria                                                                | 0 – 2                                                                   | Lituania                                                                | Qual. Euro 2024                                                         | -                                                                       | 70’                                                                     |
| 19-11-2023                                                              | Limassol                                                                | Cipro                                                                   | 1 – 0                                                                   | Lituania                                                                | Amichevole                                                              | -                                                                       | 67’                                                                     |
| 24-3-2025                                                               | Kaunas                                                                  | Lituania                                                                | 2 – 2                                                                   | Finlandia                                                               | Qual. Mondiali 2026                                                     | -                                                                       | 76’                                                                     |
| Totale                                                                  |                                                                         | Presenze                                                                | 4                                                                       |                                                                         | Reti                                                                    | 0                                                                       |                                                                         |

## Palmarès

### Club

#### Competizioni nazionali
- Coppa di Lituania: 1

Panevėžys: 2020
- Supercoppa di Lituania: 2

Panevėžys: 2021, 2024
- Campionato lituano: 1

Panevėžys: 2023